# Leichtathletik-Weltmeisterschaften 2011/5000 m der Frauen

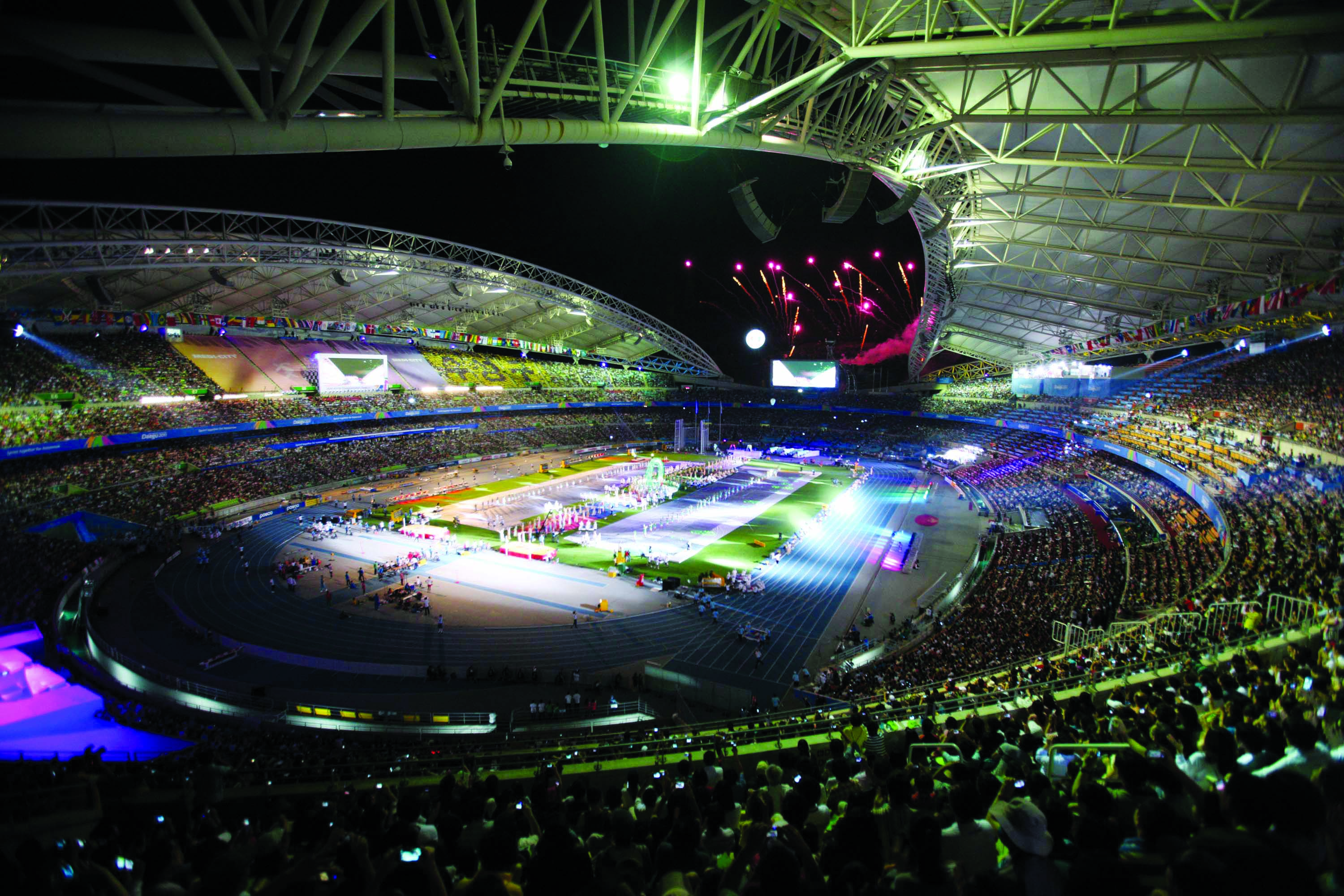
Das Daegu-Stadion im Jahr 2010

Der 5000-Meter-Lauf der Frauen bei den Leichtathletik-Weltmeisterschaften 2011 wurde am 30. August und 2. September 2011 im Daegu-Stadion der südkoreanischen Stadt Daegu ausgetragen.
Die Langstreckenläuferinnen aus Kenia erzielten in diesem Wettbewerb einen Doppelsieg.

Ihren zweiten Weltmeistertitel über 5000 Meter in Folge errang die Vizeweltmeisterin von 2007 und Afrikameisterin von 2010 Vivian Cheruiyot. Drei Tage zuvor hatte sie auch das Rennen über 10.000 Meter für sich entschieden. Damit war sie die zweite Läuferin, der es gelang, beide Bahn-Langstrecken bei einer WM-Austragung zu gewinnen. 2005 hatte die Äthiopierin Tirunesh Dibaba als erste Langstrecklerin diesen Doppelerfolg für sich buchen können.

Wie schon bei den Weltmeisterschaften 2009 belegte die Dritte der Afrikameisterschaften 2006 Sylvia Jebiwott Kibet den zweiten Rang.

Bronze gewann die äthiopische Weltmeisterin von 2007, Vizeweltmeisterin von 2005, WM-Dritte von 2009, Olympiasiegerin von 2004 und Olympiadritte von 2008 Meseret Defar, die außerdem 2006 Afrikameisterin war und bei den Afrikameisterschaften 2000, 2008 und 2010 jeweils Silber errungen hatte.

## Bestehende Rekorde
| Weltrekord               | 14:11,15 min | Tirunesh Dibaba | Oslo, Norwegen                | 6. Juni 2008    |
| Weltmeisterschaftsrekord | 14:38,59 min | Tirunesh Dibaba | WM 2005 in Helsinki, Finnland | 13. August 2005 |

Der bestehende WM-Rekord wurde bei diesen Weltmeisterschaften nicht eingestellt und nicht verbessert.

## Doping
Im 5000-Meter-Lauf gab es zwei Dopingfälle:
- Jelisaweta Gretschischnikowa, Russland, zunächst Vierzehnte. Die russische Antidopingagentur RUSADA verhängte wegen Verstoßes gegen die Antidopingbestimmungen eine zweijährige Sperre bis zum 15. Oktober 2015 gegen die Athletin. Alle ihre seit dem 18. August 2009 erzielten Resultate wurden gestrichen.[2]
- Alemitu Bekele, Türkei, im Vorlauf ausgeschieden. Die Werte in ihrem Biologischen Pass ergaben einen Verstoß gegen die Antidopingbestimmungen. Dies wurde durch die IAAF mit einer Sperre von vier Jahren bis zum 14. Februar 2016 geahndet. Außerdem wurden alle ihre seit dem 17. August 2009 erzielten Resultate annulliert.[3]

Benachteiligt wurde eine Läuferin, der die Finalteilnahme zugestanden hätte. Unter Zugrundelegung der hier erzielten Resultate war dies die Japanerin Megumi Kinukawa, die sich im zweiten Vorlauf über ihre Zeit die Startberechtigung im Finale erlaufen hatte.

## Vorrunde
Die Vorrunde wurde in zwei Läufen durchgeführt. Die ersten fünf Athletinnen pro Lauf – hellblau unterlegt – sowie die darüber hinaus fünf zeitschnellsten Läuferinnen – hellgrün unterlegt – qualifizierten sich für das Finale.

### Vorlauf 1

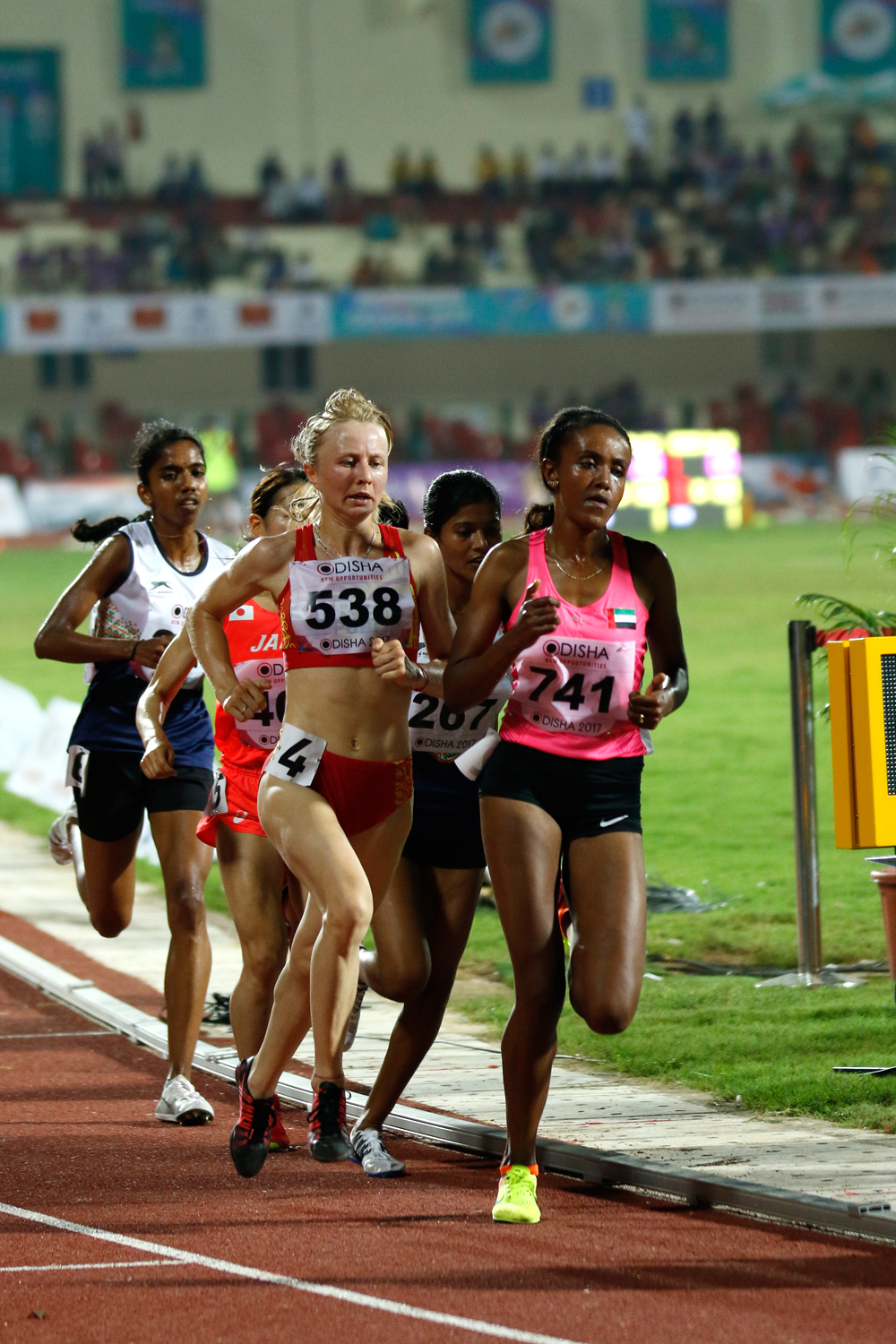
Alia Saeed Mohammed (hier als Führende in einem Rennen im Jahr 2017) schied als Zehnte des ersten Vorlaufs in 16:10,37 min aus

30. August 2011, 10:20 Uhr
| Platz | Name                  | Nation                       | Zeit (min) |
| ----- | --------------------- | ---------------------------- | ---------- |
| 1     | Meseret Defar         | Äthiopien                    | 15:19,46   |
| 2     | Mercy Cherono         | Kenia                        | 15:20,01   |
| 3     | Sylvia Jebiwott Kibet | Kenia                        | 15:20,08   |
| 4     | Sentayehu Ejigu       | Äthiopien                    | 15:20,13   |
| 5     | Jelena Sadoroschnaja  | Russland                     | 15:23,90   |
| 6     | Amy Hastings          | USA                          | 15:29,49   |
| 7     | Hitomi Niiya          | Japan                        | 15:31,09   |
| 8     | Helen Clitheroe       | Großbritannien               | 15:37,73   |
| 9     | Kayo Sugihara         | Japan                        | 15:41,78   |
| 10    | Alia Saeed Mohammed   | Vereinigte Arabische Emirate | 16:10,37   |
| 11    | Pauline Niyongere     | Burundi                      | 17:23,56   |
| DNS   | Sabine Fischer        | Schweiz                      |            |

### Vorlauf 2

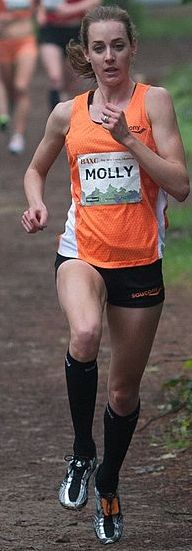
MollyHuddle – ausgeschieden als Achte in 15:42,00 min
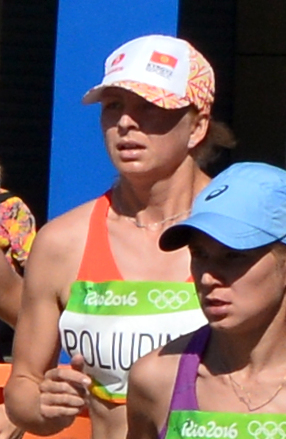
Viktoriia Poliudina – ausgeschieden als Neunte in 16:32,68 min

30. August 2011, 10:44 Uhr
| Platz | Name                         | Nation      | Zeit (min)                                      |
| ----- | ---------------------------- | ----------- | ----------------------------------------------- |
| 1     | Genzebe Dibaba               | Äthiopien   | 15:33,06                                        |
| 2     | Tejitu Daba                  | Bahrain     | 15:33,67                                        |
| 3     | Linet Chepkwemoi Masai       | Kenia       | 15:33,99                                        |
| 4     | Lauren Fleshman              | USA         | 15:34,04                                        |
| 5     | Vivian Cheruiyot             | Kenia       | 15:34,80                                        |
| 6     | Zakia Mrisho                 | Tansania    | 15:35,37                                        |
| 7     | Megumi Kinukawa              | Japan       | 15:38,23 eigentlich für das Finale qualifiziert |
| 8     | Molly Huddle                 | USA         | 15:42,00                                        |
| 9     | Wiktorija Poljudina          | Kirgisistan | 16:32,68                                        |
| DOP   | Jelisaweta Gretschischnikowa | Russland    | 15:35,64 für das Finale zugelassen              |
| DOP   | Alemitu Bekele               | Türkei      | 15:38,25                                        |

## Finale

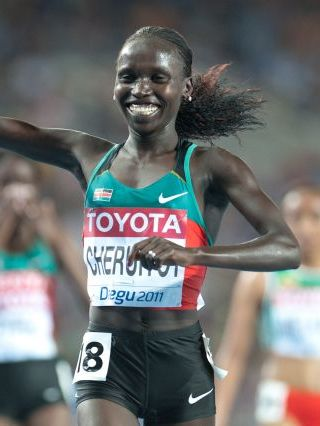
Dritter WM-Titel für Vivian Cheruiyot nach ihren Siegen 2009 über 5000 Meter und hier vier Tage zuvor über 10.000 Meter

2. September 2011, 20:25 Uhr
| Platz | Name                         | Nation         | Zeit (min) |
| ----- | ---------------------------- | -------------- | ---------- |
| 1     | Vivian Cheruiyot             | Kenia          | 14:55,36   |
| 2     | Sylvia Jebiwott Kibet        | Kenia          | 14:56,21   |
| 3     | Meseret Defar                | Äthiopien      | 14:56,94   |
| 4     | Sentayehu Ejigu              | Äthiopien      | 14:59,99   |
| 5     | Mercy Cherono                | Kenia          | 15:00,23   |
| 6     | Linet Chepkwemoi Masai       | Kenia          | 15:01,01   |
| 7     | Lauren Fleshman              | USA            | 15:09,25   |
| 8     | Genzebe Dibaba               | Äthiopien      | 15:09,35   |
| 9     | Tejitu Daba                  | Bahrain        | 15:14,62   |
| 10    | Jelena Sadoroschnaja         | Russland       | 15:15,48   |
| 11    | Zakia Mrisho                 | Tansania       | 15:18,81   |
| 12    | Helen Clitheroe              | Großbritannien | 15:21,22   |
| 13    | Hitomi Niiya                 | Japan          | 15:41,67   |
| 14    | Amy Hastings                 | USA            | 15:56,06   |
| DOP   | Jelisaweta Gretschischnikowa | Russland       | 15:45,61   |

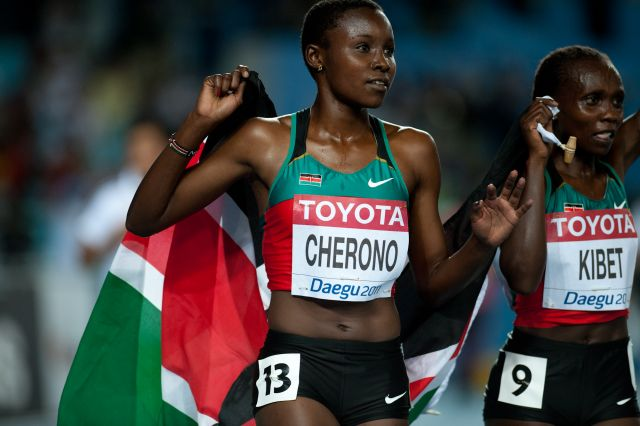
Sylvia Jebiwott Kibet (rechts), Vizeweltmeisterin wie zwei Jahre zuvor, auf der Ehrenrunde mit der fünftplatzierten Mercy Cherono
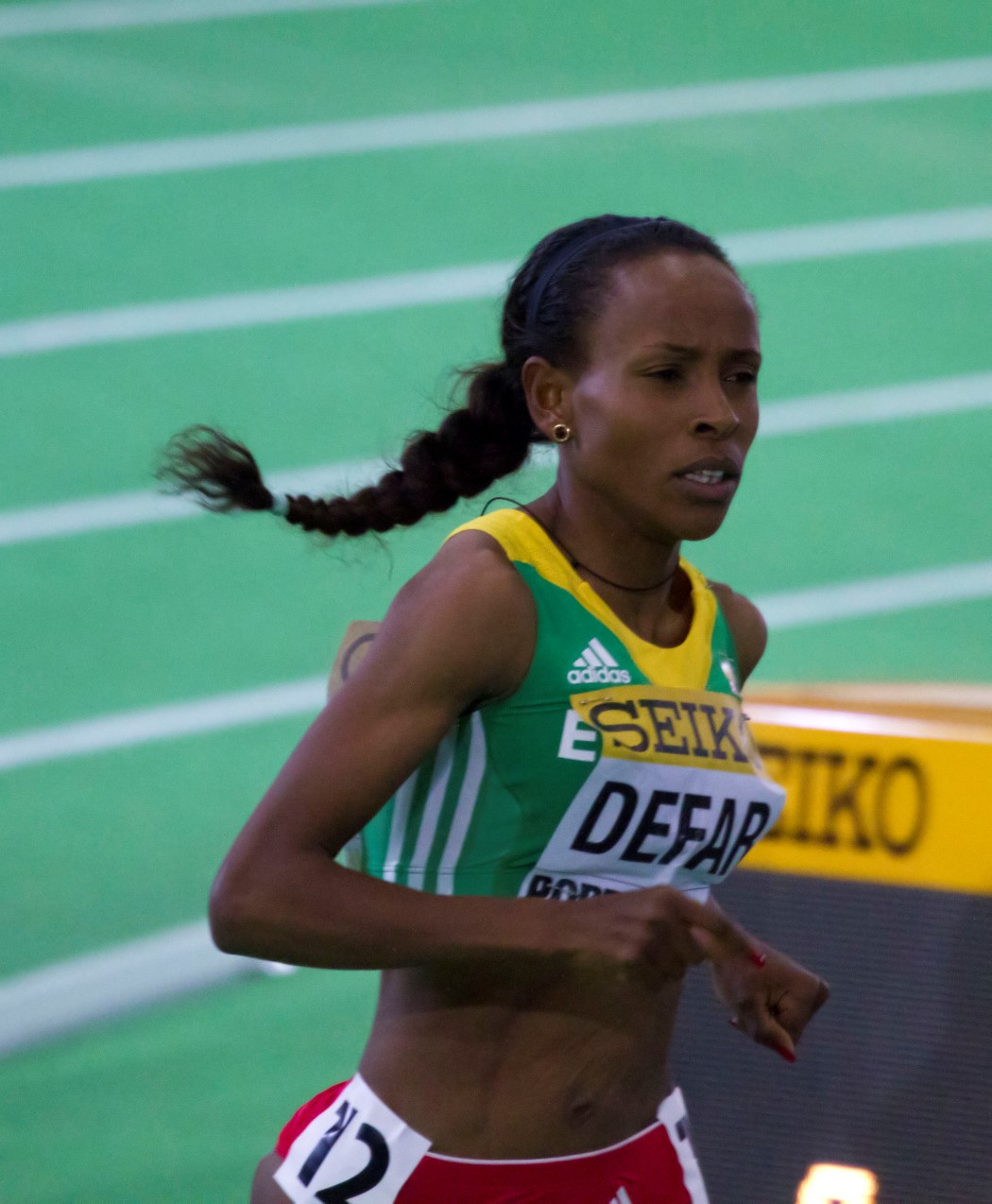
Bronze wie 2009 gewann Meseret Defar, unter anderem Weltmeisterin von 2007 und Olympiasiegerin von 2004
Sentayehu Ejigu kam auf den vierten Platz

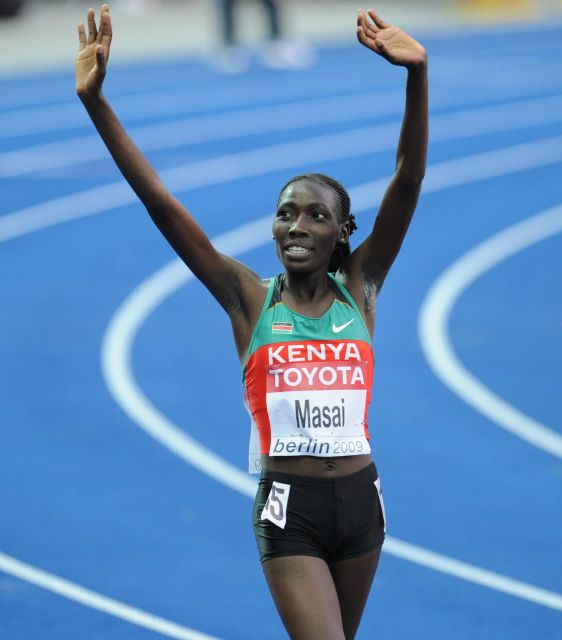
Linet Chepkwemoi Masai belegte Rang sechs
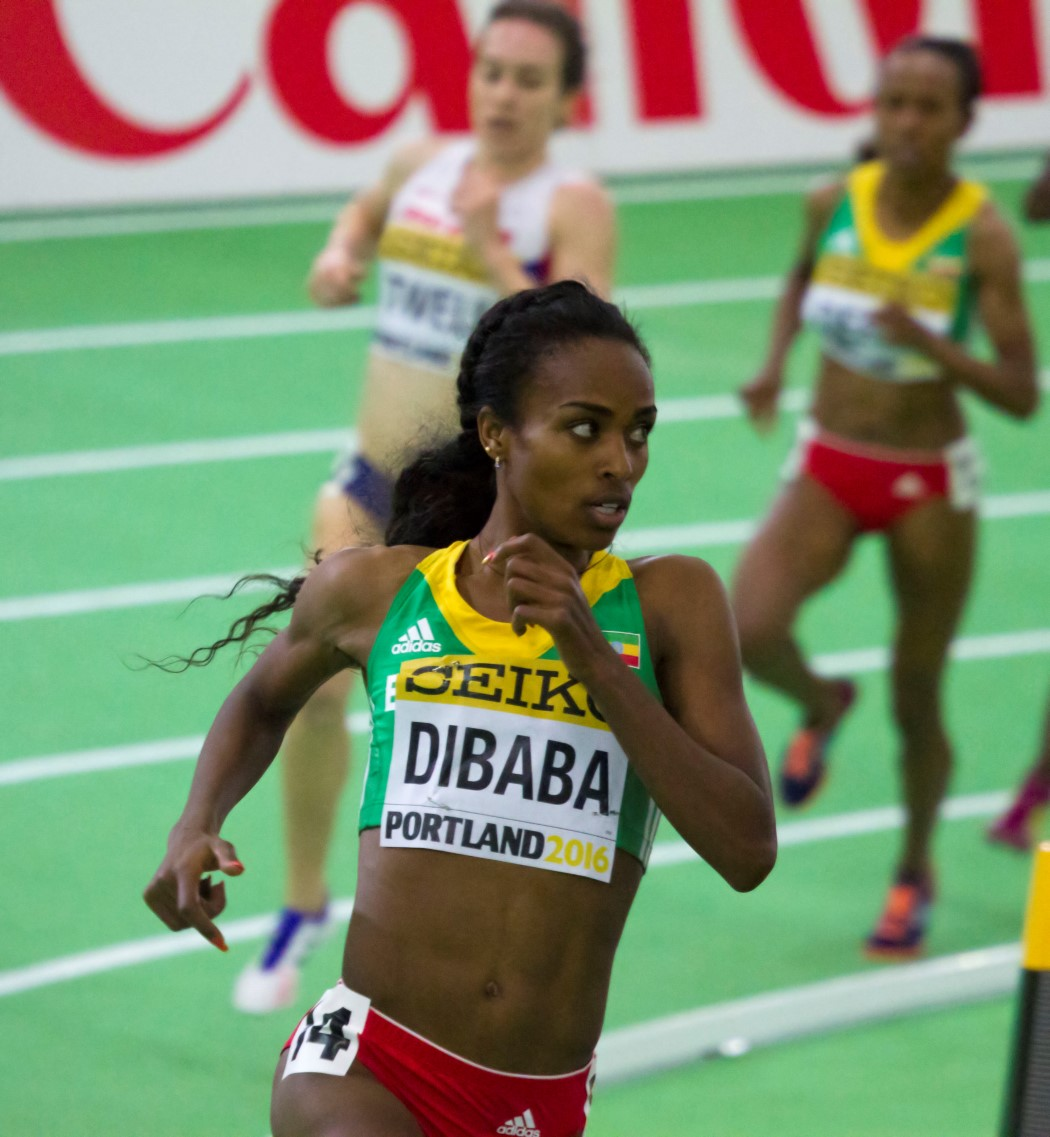
Genzebe Dibaba erreichte Platz acht
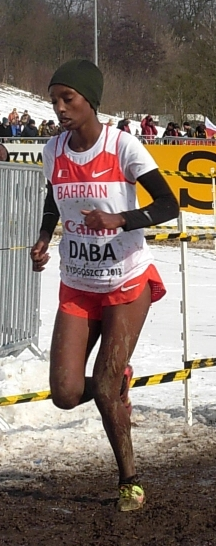
Rang neun für Tejitu Daba
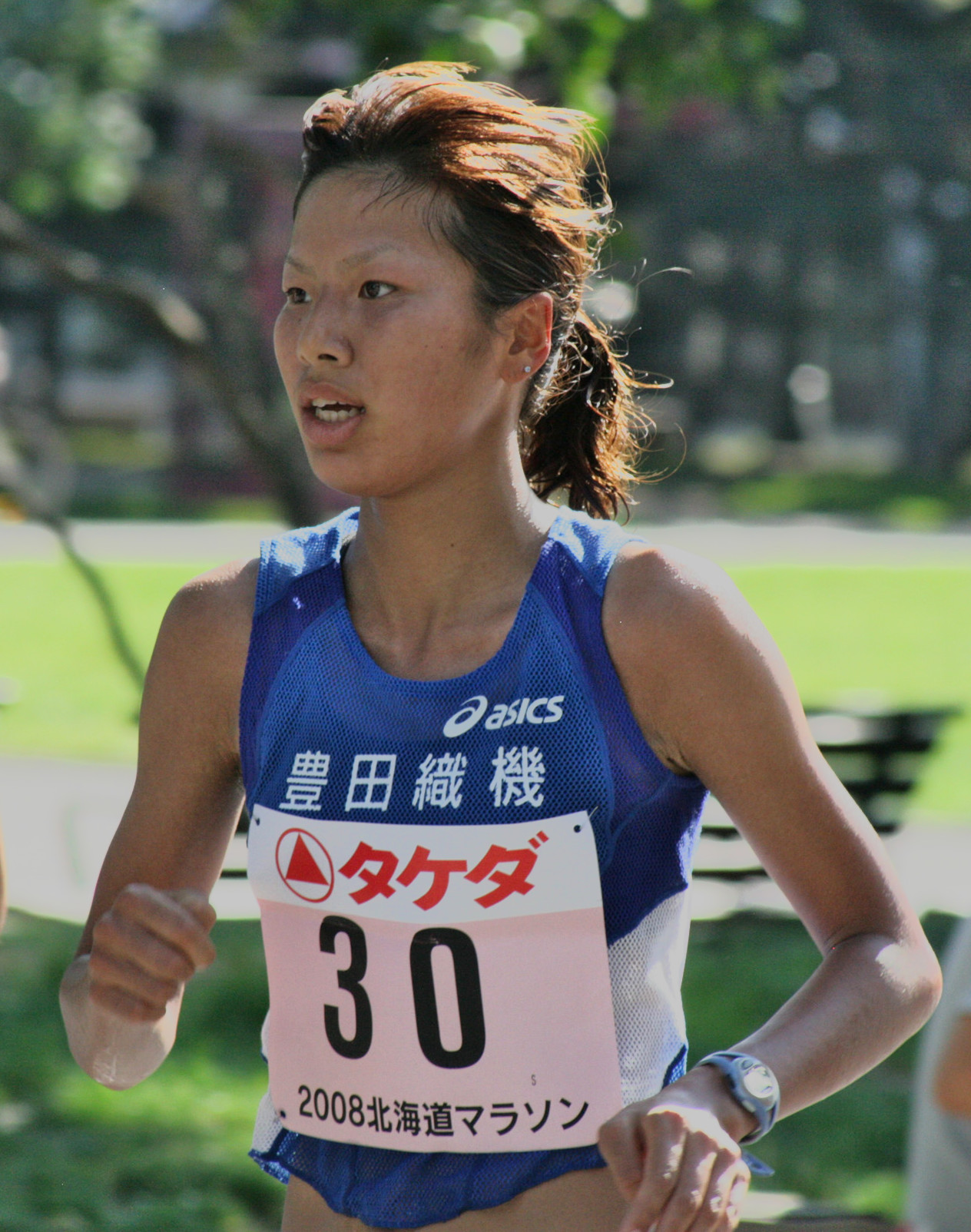
Hitomi Niiya wurde Dreizehnte
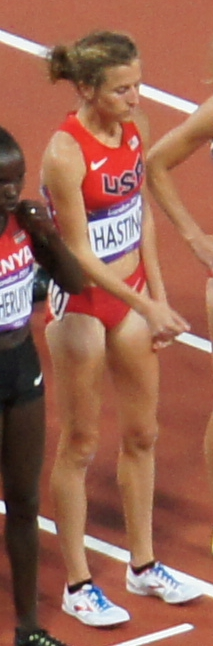
Amy Hastings, spätere Amy Cragg – Rang vierzehn
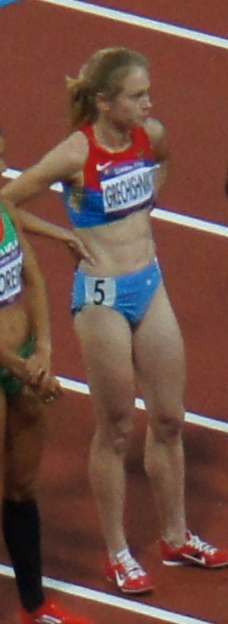
Dopingsünderin Jelisaweta Gretschischnikowa

## Video
- Vivian Cheruiyot cruises to victory in the Women's 5000m Final, youtube.com, abgerufen am 3. Januar 2021